# Jastrzębie (województwo opolskie)
Jastrzębie (niem. Nassadel) – wieś w Polsce położona w województwie opolskim, w powiecie namysłowskim, w gminie Namysłów.
W latach 1975–1998 miejscowość administracyjnie należała do ówczesnego województwa opolskiego.
Przed 2018 rokiem Przysiółkiem wsi był Wszemil, nazwę zniesiono.

## Zabytki
Do wojewódzkiego rejestru zabytków wpisane są:
- kościół fil. pw. św. Wawrzyńca, z 1826 r., 1904 r.
- zespół dworski, z poł. XIX w.:
  - „willa”, budynek administracyjny
  - dom mieszkalny
  - dawna poczta
  - dawny inspektorat
  - oranżeria
  - kuźnia, obecnie dom nr 9
  - park.